# Wavvves
Wavvves es el segundo álbum de la banda americana de rock: Wavves. Fue lanzado en el año 2009.

## Lista de canciones
Todas las canciones fueron escritas por Nathan Williams.
1. "Rainbow Everywhere" – 1:29
2. "Beach Demon" – 3:31
3. "To the Dregs" – 1:56
4. "Sun Opens My Eyes" – 3:20
5. "Gun in the Sun" – 2:33
6. "So Bored" – 3:13
7. "Goth Girls" – 3:13
8. "No Hope Kids" - 2:13
9. "Weed Demon" – 2:38
10. "California Goths" – 2:21
11. "Summer Goth" – 2:05
12. "Beach Goth" – 3:51
13. "Killr Punx, Scary Demons" – 1:57
14. "Surf Goth" – 2:08
15. "Friends Were Gone" – 2:15 (Bonus Track)
16. "How Are You?" – 2:46 (Bonus Track)
17. "I Wanna See You (And Go To The Movies) (iTunes Bonus Track)" – 2:13

- Datos: Q7975563